# يوهان فيشر (ملحن)
يوهان فيشر (بالألمانية: Johann Fischer)‏ هو ملحن ألماني، ولد في 25 سبتمبر 1646 في آوغسبورغ في ألمانيا، وتوفي في 1716 في شفيدت في ألمانيا.

## وصلات خارجية
- يوهان فيشر على موقع ميوزك برينز (الإنجليزية)
- يوهان فيشر على موقع ديسكوغز (الإنجليزية)